# Viru Ocidental (condado)
Viru Ocidental (estoniano: Lääne-Viru maakond ou Lääne-Virumaa)  é uma das 15 regiões ou maakond da Estónia.

## Municípios
A região está subdividida em 15 municípios: 2 municípios urbanos (estoniano: linnad - cidades) e 13 municípios rurais (estoniano: vallad - comunas).

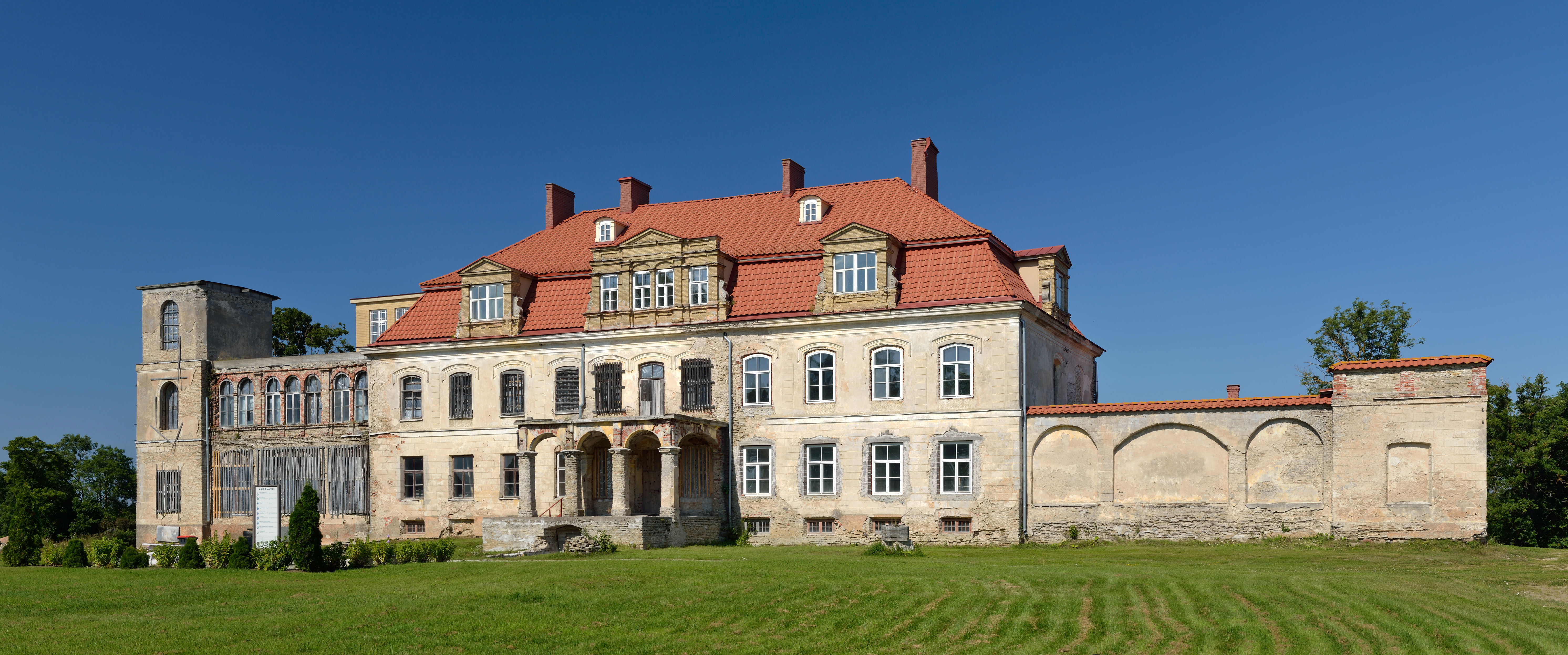
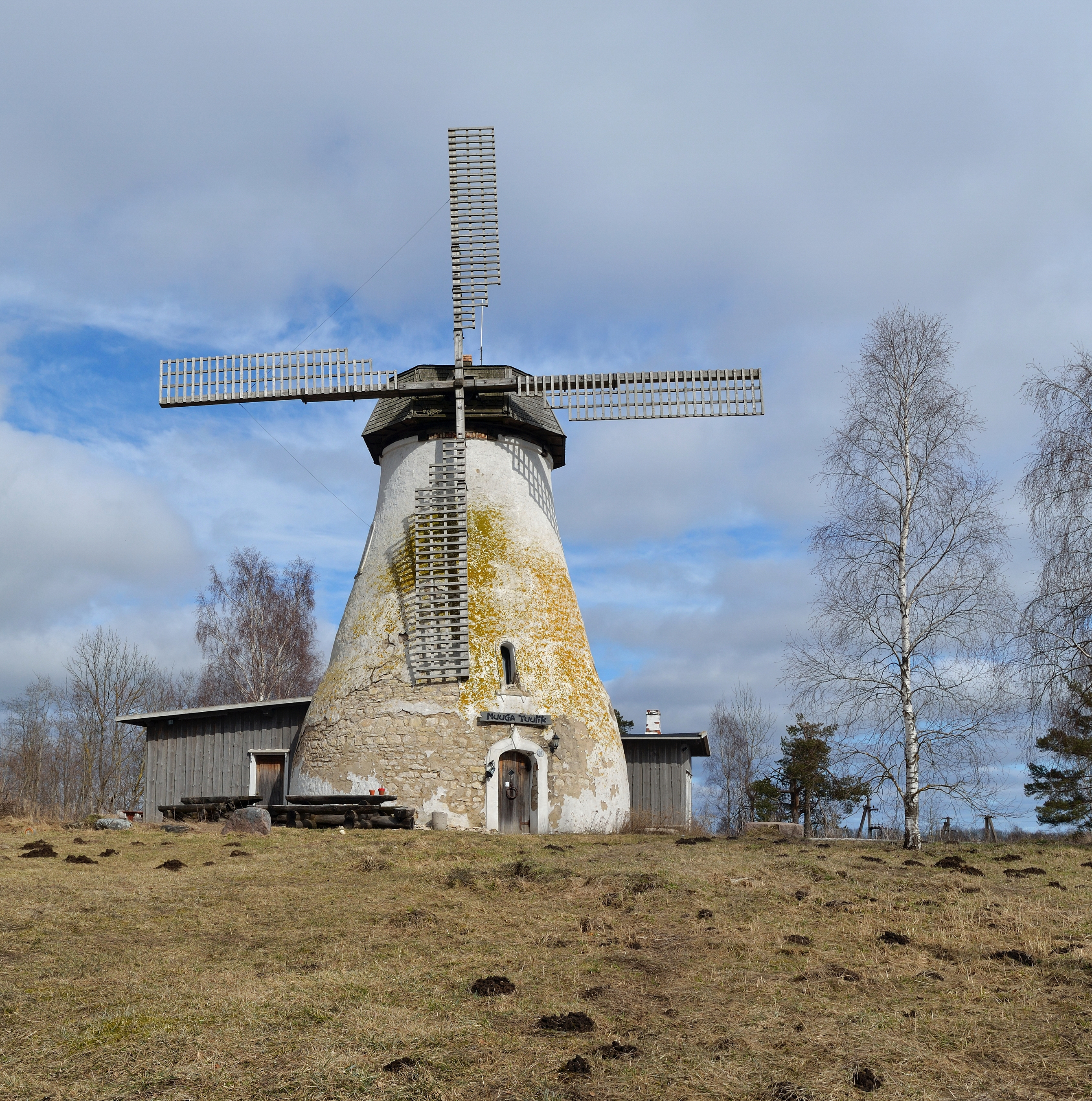
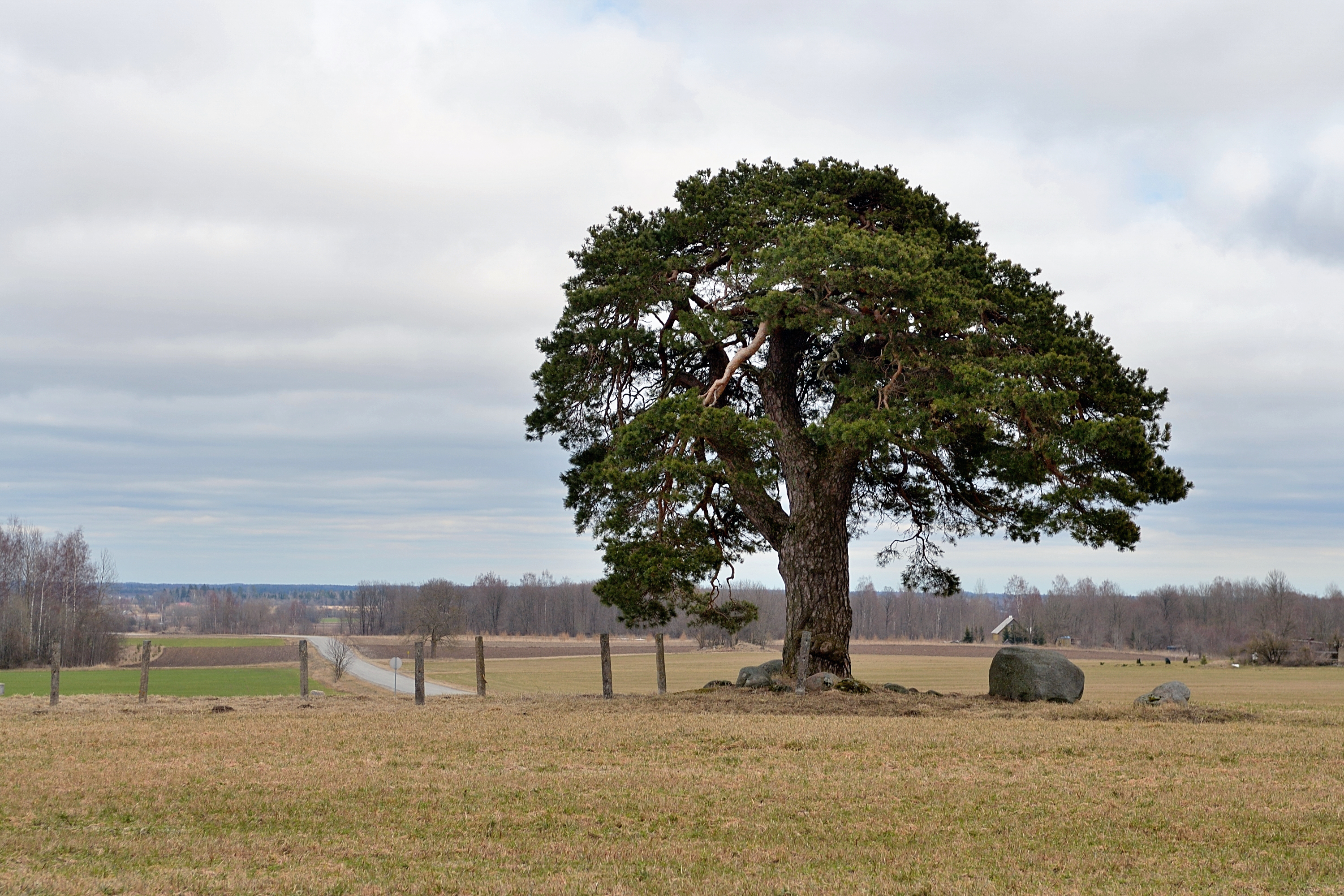
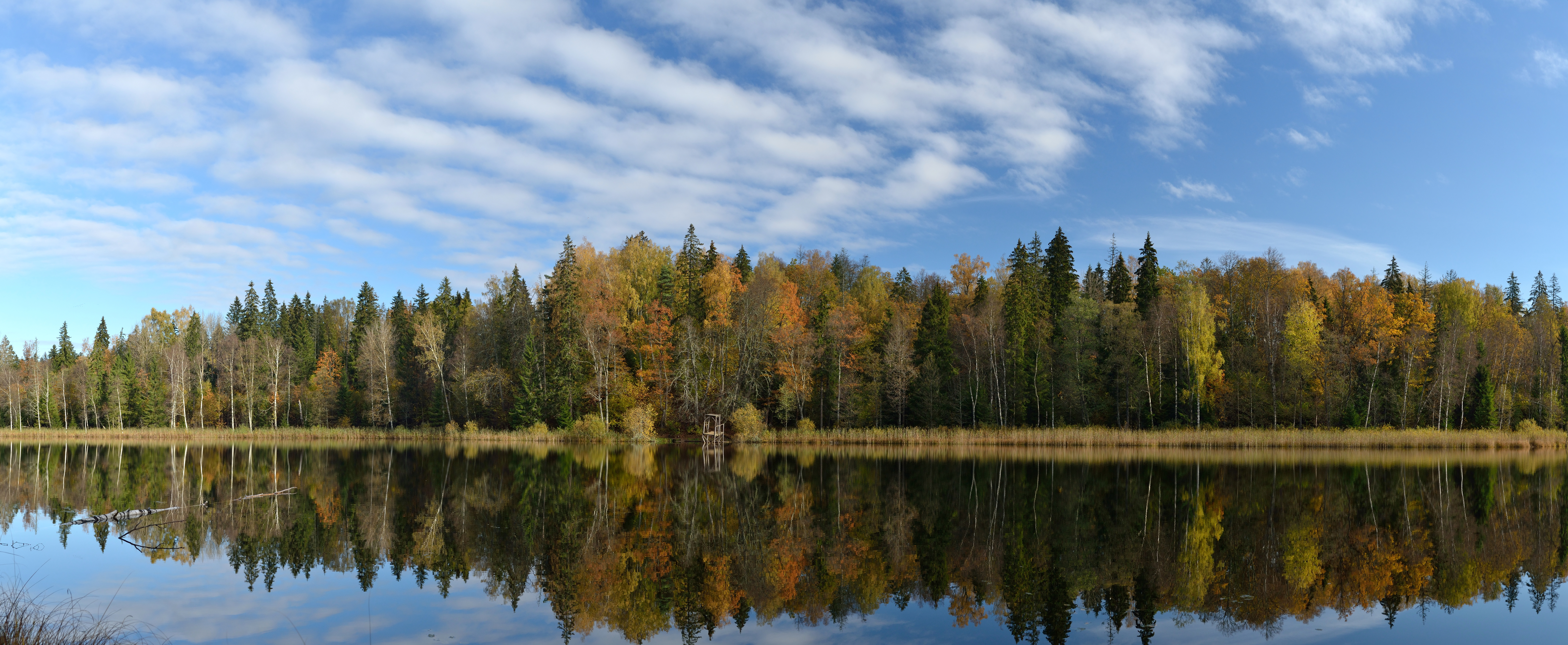

Municípios urbanos:
- Kunda
- Rakvere

Municípios rurais:
- Haljala
- Kadrina
- Laekvere
- Rakke
- Rakvere
- Rägavere
- Sõmeru
- Tamsalu
- Tapa
- Vihula
- Vinni
- Viru-Nigula
- Väike-Maarja